# Street Angel (album)
 (mai 2012).
Si vous disposez d'ouvrages ou d'articles de référence ou si vous connaissez des sites web de qualité traitant du thème abordé ici, merci de compléter l'article en donnant les références utiles à sa vérifiabilité et en les liant à la section « Notes et références ».
Albums de Stevie Nicks
The Other Side of the Mirror
(1989) Trouble in Shangri-La
(2001)
Street Angel est le cinquième album studio de la chanteuse américaine et membre de Fleetwood Mac Stevie Nicks. Sorti en 1994, il débute à la 45e place du hit parade américain, se vendant à 38 000 exemplaires la première semaine.

## Histoire de l'album
L'album sort en 1994, une période particulièrement difficile de la vie et de la carrière de Stevie Nicks. C'est son premier album après avoir quitté Fleetwood Mac et il est enregistré à la fin de sa période de dépendance à un médicament prescrit par son médecin depuis 1986, le Rivotril. Il s'agit de loin de son album le moins populaire, n’atteignant que la 45e place du Billboard 200 aux États-Unis. Il est cependant certifié disque d'or par la RIAA.
Contrairement à tous ses albums précédents, Street Angel ne produit aucun tube, le single Maybe Love Will Change Your Mind n'étant que numéro 57 du hit-parade américain et son successeur, Blue Denim n'arrivant même pas à atteindre le top 100.
L'album est un peu plus populaire au Royaume-Uni où il atteint la seizième place des ventes, même si, ici aussi, aucun single ne remporte de succès. Blue Denim est originellement prévu comme premier single et il est diffusé sur les radios en avril 1994 mais il est finalement remplacé par Maybe Love Will Change Your Mind, au son plus pop.
Stevie Nicks attribue le manque de succès de cet album à sa dépendance au Rivotril qui a entraîné plusieurs épisodes de blocage de l'écrivain, l'obligeant à utiliser d'anciennes démos enregistrées pour ses albums solo précédents. Greta, Love Is Like a River et Listen to the Rain datent de l'enregistrement de Rock a Little. Destiny a été écrite au début des années 1970 avant de rejoindre Fleetwood Mac et partage des paroles avec sa chanson Enchanted. Elle avait été considérée pour l'album The Wild Heart mais n'a finalement pas été retenue. Rose Garden a été écrite par Stevie Nicks quand elle avait 17 ans et avait été envisagée pour Rock a Little. Street Angel contient aussi une reprise de Just Like a Woman de Bob Dylan sur laquelle Dylan lui-même joue de l'harmonica. Initialement, l'album est produit par Glyn Johns et prêt pour être sorti en  février 1993, Unconditional Love devant être le premier single.
L'album souffre aussi du fait que Stevie Nicks a passé la phase de mixage et de mastering en cure de désintoxication (du Rivotril). Son label accélère donc la production pour que Stevie puisse partir en tournée après son passage à l'hôpital, mais cela veut dire qu'elle n'a pas son mot à dire sur le son général de l'album ou l'agencement des morceaux, ses fonctions étant confiées au coproducteur Thom Panunzio, qui a déjà travaillé avec l'ami de Stevie, Tom Petty. Dès sa sortie, Stevie revient en studio pour ré-enregistrer beaucoup de morceaux mais l'album ne prend la forme qu'elle souhaite.

## Liste des titres
| No  | Titre                            | Auteur                                 | Durée |
| --- | -------------------------------- | -------------------------------------- | ----- |
| 1.  | Blue Denim                       | Stevie Nicks, Mike Campbell            | 4:24  |
| 2.  | Greta                            | Stevie Nicks, Mike Campbell            | 4:21  |
| 3.  | Street Angel                     | Stevie Nicks                           | 4:10  |
| 4.  | Docklands                        | Trevor Horn, Betsy Cook                | 4:48  |
| 5.  | Listen to the Rain               | Stevie Nicks, Monroe Jone, Scott Crago | 4:34  |
| 6.  | Destiny                          | Stevie Nicks                           | 5:01  |
| 7.  | Unconditional Love               | Sandy Stewart, Dave Mundy              | 3:22  |
| 8.  | Love Is Like a River             | Stevie Nicks                           | 4:44  |
| 9.  | Rose Garden                      | Stevie Nicks                           | 4:29  |
| 10. | Maybe Love Will Change Your Mind | Sandy Steward, Rick Nowels             | 4:19  |
| 11. | Just Like a Woman                | Bob Dylan                              | 3:51  |
| 12. | Kick It                          | Stevie Nicks, Mike Campbell            | 4:25  |
| 13. | Jane                             | Stevie Nicks, Joel Derouin             | 4:59  |

| 14. | God's Garden | Ethan Johns | 6:03 |
| 15. | Inspiration  | Ethan Johns | 2:51 |

## Personnel
- Stevie Nicks - chant, claviers
- David Crosby - chant sur "Street Angel"
- Sharon Celani - chœurs
- Lori Nicks - chœurs
- Sara Fleetwood - chœurs
- Andy Fairweather Low - guitare, chœurs
- Tim Pierce - guitare
- Waddy Wachtel - guitare
- Michael Campbell - guitare
- Bernie Leadon - guitare, mandocello, mandoline, violoncelle
- Bob Dylan - guitare, harmonica sur "Just Like A Woman"
- Christopher Nicks - harmonica sur "Greta"
- Pat Donaldson - basse
- John Pierce - basse
- David Randi - basse
- Ron Blair - basse
- Dave Koz - saxophone
- Benmont Tench - orgue, piano, synthétiseur
- Roy Bittan - piano, synthétiseur
- Cat Gray - synthétiseur
- Joel Derouin - synthétiseur, violon sur "Jane"
- Kenny Aronoff - batterie, tambourin
- Peter Michael - batterie, percussion
- Ethan Johns - batterie, guitare, percussion
- Glyn Johns - programmation de la batterie

## Classements
Album
| Année | Palmarès                   | Position |
| ----- | -------------------------- | -------- |
| 1994  | États-Unis (Billboard 200) | 45       |
| 1994  | Royaume-Uni                | 16       |

## Tournée
Stevie Nicks part en tournée aux États-Unis pour promouvoir l'album en 1994. Bien que sa voix post-Ritrovil est saluée par la critique, elle est aussi beaucoup critiquée pour sa prise de poids. À la fin de la tournée, elle se jure de ne pas remonter sur scène tant qu'elle ne sera pas revenue à un poids acceptable.

### Liste des titres
- Outside the Rain
- Dreams
- Docklands (remplacé par Rooms on Fire plus tard dans la tournée)
- No Spoken Word (abandonnée après le début de la tournée)
- Maybe Love Will Change Your Mind
- Rhiannon
- Stand Back
- Destiny
- Gold Dust Woman
- Talk to Me
- Blue Denim
- How Still My Love (abandonnée après le début de la tournée)
- Edge of Seventeen

Rappel:
- The Chain (joué à la House of Blues avec l'ex-membre de Fleetwood Mac Rick Vito)
- I Need to Know
- Has Anyone Ever Written Anything for You

Dates de la tournée:
- 14 juillet 1994  The Roxbury, Los Angeles, CA
- 22 juillet 1994 	Great Woods, Mansfield, MA
- 24 juillet 1994 	Jones Beach Amphitheatre, Wantagh, NY
- 26 juillet 1994 	Saratoga Performing Arts Center, Saratoga, NY
- 27 juillet 1994 	Finger Lakes Performing Arts Center, Canandaigua, NY
- 29 juillet, 1994 	Starlake Amphitheatre, Burgettstown, PA
- 30 juillet 1994 	Mann Music Centre, Philadelphia, PA
- 1er août 1994 Garden State Arts Center, Holmdel, NJ
- 2 août 1994 Ed Sullivan Theatre, New York, NY
- 4 août, 1994 Walnut Creek Amphitheatre, Raleigh, NC
- 5 août 1994 Merriweather Post Pavilion, Columbia, MD
- 6 août 1994 Classic Amphitheatre, Richmond, VA
- 8 août 1994 Chastain Park Amphitheatre, Atlanta, GA
- 10 août 1994 Blossom Music Center, Cuyahoga Falls, OH
- 13 août 1994 Milwaukee State Fairgrounds, Milwaukee, WI
- 14 août 1994 Poplar Creek Music Theatre, Poplar Creek, IL
- 16 août 1994 Riverport Amphitheatre, Maryland Heights, MO
- 17 août 1994 Sandstone Amphitheatre, Bonner Springs, KS
- 19 août 1994 Pine Knob Amphitheatre, Clarkston, MI
- 20 août 1994 Celeste Center, Columbus, OH
- 25 août 1994 Greek Theatre, Los Angeles, CA
- 26 août 1994 Greek Theatre, Los Angeles, CA
- 28 août 1994 Concord Pavilion, Concord, CA
- 29 août 1994 Arco Arena, Sacramento, CA
- 31 août 1994 Irvine Meadows, Irvine, CA
- 2 septembre 1994 	Shoreline Amphitheatre, Mountainview, CA
- 3 septembre 1994 	Compton Terrace, Phoenix, AZ
- 5 septembre 1994 	Aladdin Theatre, Las Vegas, NV
- 7 septembre 1994 	Fiddler's Green Amphitheatre, Denver, CO
- 9 septembre 1994 	Woods Pavilion, Houston, TX
- 10 septembre 1994 Starplex Amphitheatre, Dallas, TX
- 17 septembre 1994 House of Blues, Hollywood, CA
- 18 septembre 1994 House of Blues, Hollywood, CA